# Luís Figo
Luís Filipe Madeira Caeiro Figo, noto semplicemente come Luís Figo (Almada, 4 novembre 1972), è un dirigente sportivo ed ex calciatore portoghese, di ruolo centrocampista o attaccante.
Considerato uno dei migliori calciatori portoghesi di sempre, è anche una delle più grandi ali della storia del calcio. Cresciuto nello Sporting Lisbona, debutta in prima squadra nel 1989 vincendo una Coppa del Portogallo. Dal 1995 al 2000 gioca per il Barcellona dove conquista una Supercoppa di Spagna, due Coppe del Re, due campionati spagnoli, una Coppa delle Coppe e una Supercoppa UEFA. Nell'estate del 2000 un controverso trasferimento, che lo porta ad essere visto come un traditore dai tifosi blaugrana, lo vede approdare ai rivali del Real Madrid i quali, per averlo, versano al Barcellona la cifra di 140 miliardi di lire, un record nella storia del calcio mondiale. In cinque stagioni vince due campionati spagnoli, due Supercoppe spagnole, una UEFA Champions League, una Supercoppa UEFA e una Coppa Intercontinentale. Dal 2005 al 2009, anno del ritiro, milita nell'Inter conquistando tre Supercoppe Italiane, una Coppa Italia e quattro campionati italiani.
Con la nazionale portoghese ha partecipato a tre campionati europei (1996, 2000 e 2004) e due campionati mondiali (2002 e 2006), collezionando 127 presenze e 32 reti.
A livello individuale è stato insignito del Pallone d'oro nel 2000 e del FIFA World Player of the Year nel 2001. Nel 2004 è stato annoverato nella FIFA 100, una lista dei 125 più grandi giocatori viventi, selezionata da Pelé e dalla FIFA in occasione delle celebrazioni del centenario della federazione, mentre nel 2009 è stato inserito nella squadra ideale del decennio dal Sun.

## Biografia
La famiglia si trasferì subito a Cova da Piedade, un quartiere di Almada, ed in queste strade Figo comincia a dar sfogo alla sua passione per il calcio. Nell'aprile del 2000 è stato pubblicato un libro che celebra il calciatore portoghese: Figo - Nato per trionfare. È sposato dal 2001 con la modella svedese Helen Svedin, con cui ha avuto tre figlie: Daniela (nata nel marzo del 1999), Martina (nata nell'aprile del 2002) e Stella (nata il 9 dicembre 2004).
Nel marzo 2011 in seguito al fallimento del BPP (Banco Privado Portugues), una banca di investimenti e d'affari, Figo ha perso la cifra di 1,2 milioni di euro.

## Caratteristiche tecniche
Ala destra in possesso di grande tecnica e rapidità nei movimenti, Figo spiccava per l'abilità nel dribbling e la precisione nei cross, con cui mandava spesso in gol i compagni di squadra; si distingueva anche per il grande carisma e la mentalità vincente.

## Carriera

### Club

#### Inizi e Sporting CP
Inizia a tirare i primi calci ad un pallone nella squadra dell'Union Futebol Club Os Pastilhas, e quando questa deve momentaneamente interrompere l'attività si trasferisce allo Sporting Lisbona. Qui ha come allenatore Carlos Queiroz, che lo fa esordire in Primeira Liga a quasi 17 anni.
Nel 1989 vince con la nazionale l'Europeo Under 16 e due anni dopo conquista il Mondiale Under 20, in una squadra in cui militavano anche Rui Costa e Joao Pinto, battendo in finale il Brasile. Con il club vince nel 1995 la Coppa del Portogallo.

#### Barcellona

Figo (a sinistra) al, mentre entra in campo con la squadra allo stadio Artemio Franchi di Firenze per la semifinale di ritorno della Coppa delle Coppe 1996-1997.

Nel 1994-1995 è al centro di un caso di calciomercato: il 17 ottobre 1994 firma un contratto triennale con la Juventus con decorrenza dal 1995, ma poche settimane dopo disdice unilateralmente quest'accordo con una lettera; per la Juventus ciò non è sufficiente, quindi – forte dell'accordo di 6 miliardi di lire allo Sporting e uno e mezzo all'anno al giocatore – deposita il contratto presso la Lega Calcio nel gennaio del 1995. Il 1º febbraio 1995 Figo firma da svincolato un contratto con il Parma, disposto a versare alla squadra portoghese 2 miliardi di lire come da parametro UEFA. Figo esce dall'impasse dopo che la Lega ha riconosciuto irregolari entrambi i contratti iniziando una mediazione fra i due club, i quali il 17 febbraio seguente decidono di non tesserare il giocatore per due anni, durante i quali nessun'altra società italiana avrebbe potuto farlo.
Il calciatore passa quindi al Barcellona, dove resta per cinque anni. Nel periodo in blaugrana vince 2 campionati spagnoli, 2 Coppe del Re, 1 Coppa delle Coppe, una Supercoppa UEFA e una Supercoppa di Spagna. Arrivato in Catalogna per sostituire, nei piani del tecnico olandese Johan Cruijff, il danese Michael Laudrup, passato al Real Madrid, il giovane portoghese diviene subito una delle pedine fondamentali della formazione blaugrana, arrivando a ricoprire i gradi di vice-capitano alle spalle di Josep Guardiola. Coglie i primi successi con il Barcellona nel 1996-1997, aggiudicandosi la Supercoppa di Spagna, la Coppa di Spagna (due i gol del portoghese nella finale vinta per 3-2 contro il Betis dopo i tempi supplementari) e la Coppa delle Coppe, poi, nella stagione seguente, centra la vittoria della Supercoppa UEFA e il double nazionale campionato-coppa. Il campionato spagnolo viene rivinto dai blaugrana nel 1998-1999.
In totale, con la maglia del Barcellona ha collezionato 249 partite e 45 gol tra campionato e coppe, dal 1995 al 2000.

#### Real Madrid
Nel luglio del 2000 si trasferisce al Real Madrid, per l'ingente somma di 140 miliardi di lire. Il suo ingaggio da parte dei madrileni è indicato come l'inizio dell'epoca dei Galácticos, una politica societaria, condotta da Florentino Pérez, improntata all'acquisto delle maggiori stelle del calcio mondiale. Il trasferimento di Figo al club "nemico", dal grande valore simbolico e mediatico oltre che tecnico, diviene, inoltre, un episodio chiave della storica rivalità tra Barcellona e Real Madrid, con i tifosi catalani che lo ritengono un traditore.
Nel dicembre del 2000 Figo si aggiudica il Pallone d'oro, sopravanzando in classifica lo juventino Zidane. Con la formazione madrilena il centrocampista portoghese si aggiudica la UEFA Champions League 2001-2002 la Supercoppa Uefa e la Coppa Intercontinentale 2002.
Durante il Clásico del 23 novembre 2002 è vittima di uno tra i più celebri episodi di contestazione della tifoseria del Barcellona, che lancia in campo una testa di maiale all'indirizzo del portoghese mentre questi si appresta a battere un calcio d'angolo.

#### Inter

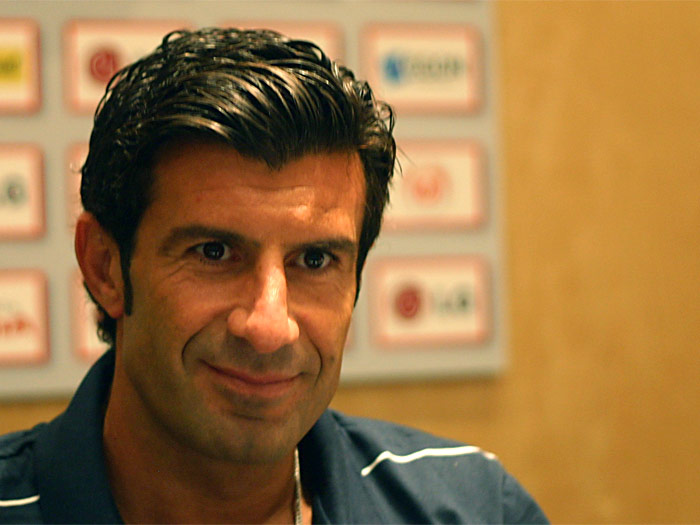
Figo all'Inter nel 2009

Nel 2005 fu acquistato dall'Inter, assieme ai compagni di squadra Samuel e Solari. A dispetto dell'età avanzata riuscì a ritagliarsi un posto importante in squadra, segnando peraltro la rete che consegnò ai nerazzurri la Supercoppa italiana 2006 al culmine di una rimonta contro la Roma. Il minor utilizzo da parte di Roberto Mancini lo spinse ad annunciare un trasferimento in Arabia Saudita nel gennaio 2007, poi rimandato al termine della stagione. A conclusione del campionato vinto dall'Inter, il lusitano decise tuttavia di proseguire l'esperienza milanese.

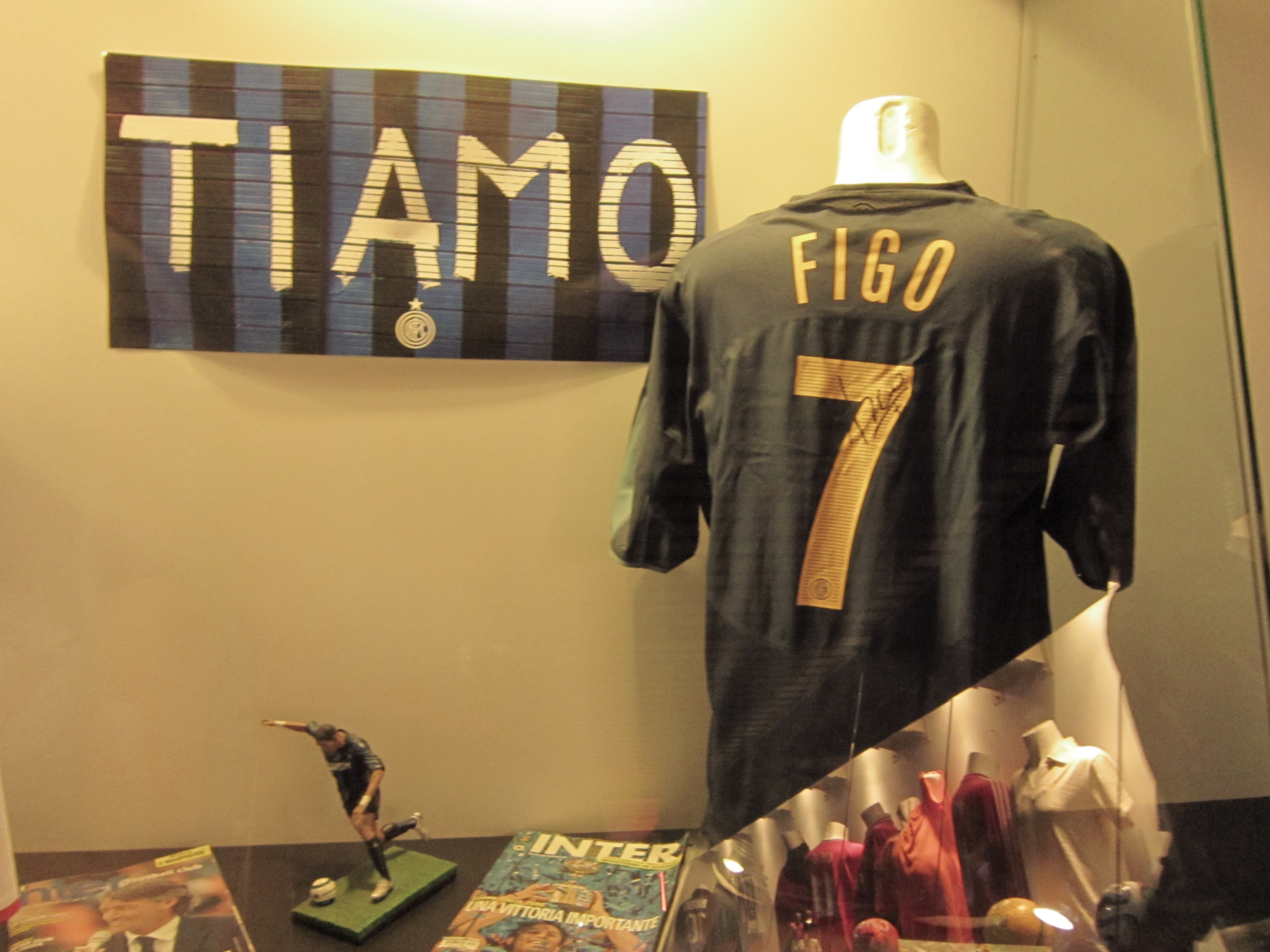
Maglia di Luis Figo esposta al San Siro Museum

A limitarne l'apporto nella stagione 2007-08 fu un grave infortunio al perone, rimediato dopo un violento colpo subìto da Pavel Nedvěd nel derby d'Italia del 4 novembre 2007. Malgrado un rapporto sempre più complicato con il tecnico, tanto da indurre il calciatore a rifiutare l'ingresso in campo nella gara di Champions League con il Liverpool, fece parte della rosa che si aggiudicò il sedicesimo scudetto.
Rimasto in nerazzurro dopo l'arrivo del connazionale José Mourinho in panchina, contribuì alla vittoria del torneo 2008-09 con 22 presenze e un gol. L'ultima gara disputata in carriera fu contro l'Atalanta il 31 maggio 2009 vestendo anche la fascia di capitano, prima di abbandonare il terreno a causa di un infortunio.

#### Nazionale

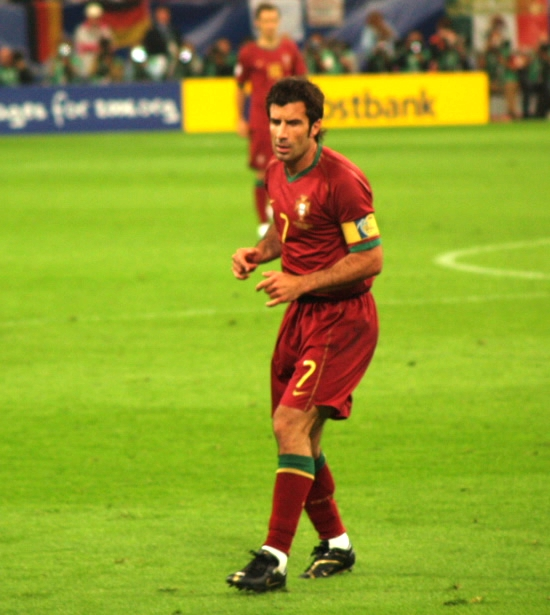
Figo con la maglia della nazionale portoghese al campionato del mondo del 2006.

Nel 1988 ha esordito nella nazionale portoghese Under-16, con cui si è classificato terzo al mondiale di categoria dell'anno successivo; dopo ha giocato nell'Under-18, nell'Under-20, con cui ha vinto il campionato del mondo di categoria nel 1991, facendo parte della "generazione d'oro" del calcio portoghese a cavallo degli anni '80 e '90, e nell'Under-21.
È preceduto dal solo Cristiano Ronaldo in fatto di presenze con la nazionale maggiore lusitana, nella quale ha militato dal 1991 al 2006. Ha esordito in nazionale non ancora diciannovenne, il 12 ottobre 1991, nell'amichevole Lussemburgo-Portogallo (1-1) e ha segnato il primo gol in nazionale l'11 novembre 1992, decidendo in favore dei lusitani l'amichevole Portogallo-Bulgaria (2-1) giocata in Francia. Ha realizzato tre reti in otto partite di qualificazione al campionato d'Europa 1996, con la nazionale portoghese che ha avuto accesso alla fase finale del torneo dopo dodici anni. È andato in gol anche nella fase finale dell'europeo inglese, contro la Croazia, nella vittoria per 3-0 che ha qualificato i suoi alla fase a eliminazione diretta come vincitori del girone. I migliori risultati raggiunti da Figo in nazionale sono la semifinale al campionato europeo del 2000, il secondo posto al campionato europeo del 2004 — con i portoghesi, padroni di casa, sconfitti dalla Grecia — e il quarto posto al campionato mondiale del 2006, in cui il Portogallo ha perso la finale di consolazione con la Germania.
Dopo la rassegna tedesca ha annunciato il proprio ritiro dall'attività internazionale alla soglia dei 34 anni.

### Dirigente sportivo
Appesi gli scarpini al chiodo, ha intrapreso una carriera da dirigente all'Inter. Il 28 novembre 2012 presso l'ONU a New York il presidente nerazzurro Massimo Moratti, in rappresentanza dell'Inter e insieme a Francesco Toldo e Luis Figo, ha presentato il progetto Inter Campus di cui è stato consigliere.
Il 28 gennaio 2015 annuncia la propria candidatura alla presidenza della FIFA in competizione con il presidente uscente Sepp Blatter e sostenuto dalle federazioni calcistiche di Macedonia, Danimarca, Montenegro, Lussemburgo e Polonia. Il 21 maggio ritira la candidatura.
L'11 ottobre 2017 diventa football advisor della UEFA, collaborando come consigliere con il presidente Aleksander Čeferin e con la divisione calcio e occupandosi di aspetti tecnici, regolamento e attrattiva generale. Inoltre diventa la figura di riferimento del programma ambasciatori UEFA insieme all'ex compagno Dejan Stanković.
Nel marzo 2019 viene scelto come ambasciatore per il campionato europeo del 2020.
L’11 ottobre 2021, in occasione della finale di UEFA Nations League 2020-2021 allo stadio Giuseppe Meazza di Milano, porta in campo la coppa in rappresentanza del Portogallo, detentore del trofeo.

## Statistiche

### Presenze e reti nei club
| Stagione           | Squadra            | Campionato         | Campionato | Campionato | Coppe nazionali | Coppe nazionali | Coppe nazionali | Coppe europee | Coppe europee | Coppe europee | Altre coppe | Altre coppe | Altre coppe | Totale | Totale |
| Stagione           | Squadra            | Comp               | Pres       | Reti       | Comp            | Pres            | Reti            | Comp          | Pres          | Reti          | Comp        | Pres        | Reti        | Pres   | Reti   |
| ------------------ | ------------------ | ------------------ | ---------- | ---------- | --------------- | --------------- | --------------- | ------------- | ------------- | ------------- | ----------- | ----------- | ----------- | ------ | ------ |
| 1989-1990          | Sporting CP        | PL                 | 3          | 0          | CP              | 0               | 0               | -             | -             | -             | -           | -           | -           | 3      | 0      |
| 1990-1991          | Sporting CP        | PL                 | 0          | 0          | CP              | 0               | 0               | -             | -             | -             | -           | -           | -           | 0      | 0      |
| 1991-1992          | Sporting CP        | PL                 | 34         | 1          | CP              | 2               | 0               | CU            | 2             | 0             | -           | -           | -           | 38     | 1      |
| 1992-1993          | Sporting CP        | PL                 | 32         | 0          | CP              | 5               | 0               | CU            | 2             | 0             | -           | -           | -           | 39     | 0      |
| 1993-1994          | Sporting CP        | PL                 | 31         | 8          | CP              | 6               | 3               | CU            | 5             | 0             | -           | -           | -           | 42     | 11     |
| 1994-1995          | Sporting CP        | PL                 | 29         | 7          | CP              | 5               | 4               | CU            | 2             | 0             | -           | -           | -           | 36     | 11     |
| Totale Sporting CP | Totale Sporting CP | Totale Sporting CP | 129        | 16         |                 | 18              | 7               |               | 11            | 0             |             | -           | -           | 158    | 23     |
| 1995-1996          | Barcellona         | PD                 | 35         | 5          | CR              | 7               | -               | CU            | 10            | 3             | -           | -           | -           | 52     | 8      |
| 1996-1997          | Barcellona         | PD                 | 36         | 4          | CR              | 5               | 3               | CC            | 8             | 1             | SS          | 1           | 0           | 50     | 8      |
| 1997-1998          | Barcellona         | PD                 | 35         | 5          | CR              | 6               | 1               | UCL           | 7             | 1             | SS+SU       | 1+2         | 0           | 51     | 7      |
| 1998-1999          | Barcellona         | PD                 | 34         | 7          | CR              | 4               | 0               | UCL           | 6             | 1             | SS          | 1           | 0           | 45     | 8      |
| 1999-2000          | Barcellona         | PD                 | 32         | 9          | CR              | 4               | 0               | UCL           | 13            | 5             | SS          | 2           | 0           | 51     | 14     |
| Totale Barcellona  | Totale Barcellona  | Totale Barcellona  | 172        | 30         |                 | 26              | 4               |               | 44            | 11            |             | 7           | 0           | 249    | 45     |
| 2000-2001          | Real Madrid        | PD                 | 34         | 9          | CR              | 0               | 0               | UCL           | 14            | 5             | SU+CInt     | 1+1         | 0           | 50     | 14     |
| 2001-2002          | Real Madrid        | PD                 | 28         | 7          | CR              | 6               | 1               | UCL           | 11            | 3             | SS          | 2           | 0           | 47     | 11     |
| 2002-2003          | Real Madrid        | PD                 | 33         | 10         | CR              | 1               | 0               | UCL           | 15            | 2             | SU+CInt     | 1+1         | 0           | 51     | 12     |
| 2003-2004          | Real Madrid        | PD                 | 36         | 8          | CR              | 6               | 2               | UCL           | 10            | 2             | SS          | 2           | 1           | 54     | 13     |
| 2004-2005          | Real Madrid        | PD                 | 33         | 3          | CR              | 0               | 0               | UCL           | 10            | 4             | -           | -           | -           | 43     | 7      |
| Totale Real Madrid | Totale Real Madrid | Totale Real Madrid | 164        | 37         |                 | 13              | 3               |               | 60            | 16            |             | 8           | 1           | 245    | 57     |
| 2005-2006          | Inter              | A                  | 34         | 5          | CI              | 3               | 0               | UCL           | 8             | 1             | -           | -           | -           | 45     | 6      |
| 2006-2007          | Inter              | A                  | 32         | 2          | CI              | 7               | 0               | UCL           | 7             | 0             | SI          | 1           | 1           | 47     | 3      |
| 2007-2008          | Inter              | A                  | 17         | 1          | CI              | 1               | 0               | UCL           | 3             | 0             | SI          | 1           | 0           | 22     | 1      |
| 2008-2009          | Inter              | A                  | 22         | 1          | CI              | 0               | 0               | UCL           | 3             | 0             | SI          | 1           | 0           | 26     | 1      |
| Totale Inter       | Totale Inter       | Totale Inter       | 105        | 9          |                 | 11              | 0               |               | 21            | 1             |             | 3           | 1           | 140    | 11     |
| Totale             | Totale             | Totale             | 570        | 92         |                 | 68              | 14              |               | 136           | 28            |             | 18          | 2           | 792    | 136    |

### Cronologia presenze e reti in nazionale
| Cronologia completa delle presenze e delle reti in nazionale ― Portogallo | Cronologia completa delle presenze e delle reti in nazionale ― Portogallo | Cronologia completa delle presenze e delle reti in nazionale ― Portogallo | Cronologia completa delle presenze e delle reti in nazionale ― Portogallo | Cronologia completa delle presenze e delle reti in nazionale ― Portogallo | Cronologia completa delle presenze e delle reti in nazionale ― Portogallo | Cronologia completa delle presenze e delle reti in nazionale ― Portogallo | Cronologia completa delle presenze e delle reti in nazionale ― Portogallo |
| Data                                                                      | Città                                                                     | In casa                                                                   | Risultato                                                                 | Ospiti                                                                    | Competizione                                                              | Reti                                                                      | Note                                                                      |
| ------------------------------------------------------------------------- | ------------------------------------------------------------------------- | ------------------------------------------------------------------------- | ------------------------------------------------------------------------- | ------------------------------------------------------------------------- | ------------------------------------------------------------------------- | ------------------------------------------------------------------------- | ------------------------------------------------------------------------- |
| 12-10-1991                                                                | Lussemburgo                                                               | Lussemburgo                                                               | 1 – 1                                                                     | Portogallo                                                                | Amichevole                                                                | -                                                                         |                                                                           |
| 16-10-1991                                                                | Rotterdam                                                                 | Paesi Bassi                                                               | 0 – 1                                                                     | Portogallo                                                                | Qual. Euro 1992                                                           | -                                                                         |                                                                           |
| 20-11-1991                                                                | Lisbona                                                                   | Portogallo                                                                | 1 – 0                                                                     | Grecia                                                                    | Qual. Euro 1992                                                           | -                                                                         |                                                                           |
| 12-2-1992                                                                 | Faro                                                                      | Portogallo                                                                | 2 – 0                                                                     | Paesi Bassi                                                               | Amichevole                                                                | -                                                                         |                                                                           |
| 31-5-1992                                                                 | New Haven                                                                 | Italia                                                                    | 0 – 0                                                                     | Portogallo                                                                | U.S. Cup 1992                                                             | -                                                                         |                                                                           |
| 3-6-1992                                                                  | Chicago                                                                   | Stati Uniti                                                               | 0 – 1                                                                     | Portogallo                                                                | U.S. Cup 1992                                                             | -                                                                         |                                                                           |
| 7-6-1992                                                                  | Foxborough                                                                | Portogallo                                                                | 0 – 2                                                                     | Irlanda                                                                   | U.S. Cup 1992                                                             | -                                                                         |                                                                           |
| 2-9-1992                                                                  | Linz                                                                      | Austria                                                                   | 1 – 1                                                                     | Portogallo                                                                | Amichevole                                                                | -                                                                         |                                                                           |
| 14-10-1992                                                                | Glasgow                                                                   | Scozia                                                                    | 0 – 0                                                                     | Portogallo                                                                | Qual. Mondiali 1994                                                       | -                                                                         |                                                                           |
| 11-11-1992                                                                | Saint-Ouen                                                                | Portogallo                                                                | 2 – 1                                                                     | Bulgaria                                                                  | Amichevole                                                                | 1                                                                         |                                                                           |
| 24-1-1993                                                                 | Ta' Qali                                                                  | Malta                                                                     | 0 – 1                                                                     | Portogallo                                                                | Qual. Mondiali 1994                                                       | -                                                                         |                                                                           |
| 10-2-1993                                                                 | Faro                                                                      | Portogallo                                                                | 1 – 1                                                                     | Norvegia                                                                  | Amichevole                                                                | -                                                                         |                                                                           |
| 24-2-1993                                                                 | Porto                                                                     | Portogallo                                                                | 1 – 3                                                                     | Italia                                                                    | Qual. Mondiali 1994                                                       | -                                                                         |                                                                           |
| 31-3-1993                                                                 | Berna                                                                     | Svizzera                                                                  | 1 – 1                                                                     | Portogallo                                                                | Qual. Mondiali 1994                                                       | -                                                                         |                                                                           |
| 19-6-1993                                                                 | Porto                                                                     | Portogallo                                                                | 4 – 0                                                                     | Malta                                                                     | Qual. Mondiali 1994                                                       | -                                                                         |                                                                           |
| 19-1-1994                                                                 | Vigo                                                                      | Spagna                                                                    | 2 – 2                                                                     | Portogallo                                                                | Amichevole                                                                | -                                                                         |                                                                           |
| 7-9-1994                                                                  | Belfast                                                                   | Irlanda del Nord                                                          | 1 – 2                                                                     | Portogallo                                                                | Qual. Euro 1996                                                           | -                                                                         |                                                                           |
| 9-10-1994                                                                 | Riga                                                                      | Lettonia                                                                  | 1 – 3                                                                     | Portogallo                                                                | Qual. Euro 1996                                                           | 1                                                                         |                                                                           |
| 13-11-1994                                                                | Lisbona                                                                   | Portogallo                                                                | 1 – 0                                                                     | Austria                                                                   | Qual. Euro 1996                                                           | 1                                                                         |                                                                           |
| 18-12-1994                                                                | Lisbona                                                                   | Portogallo                                                                | 8 – 0                                                                     | Liechtenstein                                                             | Qual. Euro 1996                                                           | -                                                                         |                                                                           |
| 22-2-1995                                                                 | Eindhoven                                                                 | Paesi Bassi                                                               | 0 – 1                                                                     | Portogallo                                                                | Amichevole                                                                | -                                                                         |                                                                           |
| 26-4-1995                                                                 | Dublino                                                                   | Irlanda                                                                   | 1 – 0                                                                     | Portogallo                                                                | Qual. Euro 1996                                                           | -                                                                         |                                                                           |
| 3-6-1995                                                                  | Porto                                                                     | Portogallo                                                                | 3 – 2                                                                     | Lettonia                                                                  | Qual. Euro 1996                                                           | 1                                                                         |                                                                           |
| 3-9-1995                                                                  | Porto                                                                     | Portogallo                                                                | 1 – 1                                                                     | Irlanda del Nord                                                          | Qual. Euro 1996                                                           | -                                                                         |                                                                           |
| 15-11-1995                                                                | Lisbona                                                                   | Portogallo                                                                | 3 – 0                                                                     | Irlanda                                                                   | Qual. Euro 1996                                                           | -                                                                         |                                                                           |
| 12-12-1995                                                                | Londra                                                                    | Inghilterra                                                               | 1 – 1                                                                     | Portogallo                                                                | Qual. Euro 1996                                                           | -                                                                         |                                                                           |
| 21-2-1996                                                                 | Porto                                                                     | Portogallo                                                                | 1 – 2                                                                     | Germania                                                                  | Amichevole                                                                | -                                                                         |                                                                           |
| 9-6-1996                                                                  | Sheffield                                                                 | Danimarca                                                                 | 1 – 1                                                                     | Portogallo                                                                | Euro 1996 - 1º turno                                                      | -                                                                         |                                                                           |
| 14-6-1996                                                                 | Nottingham                                                                | Portogallo                                                                | 1 – 0                                                                     | Turchia                                                                   | Euro 1996 - 1º turno                                                      | -                                                                         |                                                                           |
| 19-6-1996                                                                 | Nottingham                                                                | Croazia                                                                   | 0 – 3                                                                     | Portogallo                                                                | Euro 1996 - 1º turno                                                      | 1                                                                         |                                                                           |
| 23-6-1996                                                                 | Birmingham                                                                | Rep. Ceca                                                                 | 1 – 0                                                                     | Portogallo                                                                | Euro 1996 - Quarti di finale                                              | -                                                                         |                                                                           |
| 5-10-1996                                                                 | Kiev                                                                      | Ucraina                                                                   | 2 – 1                                                                     | Portogallo                                                                | Qual. Mondiali 1998                                                       | -                                                                         |                                                                           |
| 9-10-1996                                                                 | Tirana                                                                    | Albania                                                                   | 0 – 3                                                                     | Portogallo                                                                | Qual. Mondiali 1998                                                       | 1                                                                         |                                                                           |
| 9-11-1996                                                                 | Porto                                                                     | Portogallo                                                                | 1 – 0                                                                     | Ucraina                                                                   | Qual. Mondiali 1998                                                       | -                                                                         |                                                                           |
| 14-12-1996                                                                | Lisbona                                                                   | Portogallo                                                                | 0 – 0                                                                     | Germania                                                                  | Qual. Mondiali 1998                                                       | -                                                                         |                                                                           |
| 22-1-1997                                                                 | Braga                                                                     | Portogallo                                                                | 0 – 2                                                                     | Francia                                                                   | Amichevole                                                                | -                                                                         |                                                                           |
| 19-2-1997                                                                 | Atene                                                                     | Grecia                                                                    | 0 – 0                                                                     | Portogallo                                                                | Amichevole                                                                | -                                                                         |                                                                           |
| 29-3-1997                                                                 | Belfast                                                                   | Irlanda del Nord                                                          | 0 – 0                                                                     | Portogallo                                                                | Qual. Mondiali 1998                                                       | -                                                                         |                                                                           |
| 7-6-1997                                                                  | Porto                                                                     | Portogallo                                                                | 2 – 0                                                                     | Albania                                                                   | Qual. Mondiali 1998                                                       | 1                                                                         |                                                                           |
| 20-8-1997                                                                 | Setúbal                                                                   | Portogallo                                                                | 3 – 1                                                                     | Armenia                                                                   | Qual. Mondiali 1998                                                       | 1                                                                         |                                                                           |
| 6-9-1997                                                                  | Berlino                                                                   | Germania                                                                  | 1 – 1                                                                     | Portogallo                                                                | Qual. Mondiali 1998                                                       | -                                                                         |                                                                           |
| 11-10-1997                                                                | Lisbona                                                                   | Portogallo                                                                | 1 – 0                                                                     | Irlanda del Nord                                                          | Qual. Mondiali 1998                                                       | -                                                                         |                                                                           |
| 22-4-1998                                                                 | Londra                                                                    | Inghilterra                                                               | 3 – 0                                                                     | Portogallo                                                                | Amichevole                                                                | -                                                                         |                                                                           |
| 19-8-1998                                                                 | Ponta Delgada                                                             | Portogallo                                                                | 2 – 1                                                                     | Mozambico                                                                 | Amichevole                                                                | -                                                                         |                                                                           |
| 6-9-1998                                                                  | Budapest                                                                  | Ungheria                                                                  | 1 – 3                                                                     | Portogallo                                                                | Qual. Euro 2000                                                           | -                                                                         |                                                                           |
| 10-10-1998                                                                | Porto                                                                     | Portogallo                                                                | 0 – 1                                                                     | Romania                                                                   | Qual. Euro 2000                                                           | -                                                                         |                                                                           |
| 14-10-1998                                                                | Bratislava                                                                | Slovacchia                                                                | 0 – 3                                                                     | Portogallo                                                                | Qual. Euro 2000                                                           | -                                                                         |                                                                           |
| 18-11-1998                                                                | Setúbal                                                                   | Portogallo                                                                | 2 – 0                                                                     | Israele                                                                   | Amichevole                                                                | -                                                                         |                                                                           |
| 10-2-1999                                                                 | Parigi                                                                    | Paesi Bassi                                                               | 0 – 0                                                                     | Portogallo                                                                | Amichevole                                                                | -                                                                         |                                                                           |
| 26-3-1999                                                                 | Guimarães                                                                 | Portogallo                                                                | 7 – 0                                                                     | Azerbaigian                                                               | Qual. Euro 2000                                                           | -                                                                         |                                                                           |
| 31-3-1999                                                                 | Vaduz                                                                     | Liechtenstein                                                             | 0 – 5                                                                     | Portogallo                                                                | Qual. Euro 2000                                                           | 1                                                                         |                                                                           |
| 5-6-1999                                                                  | Lisbona                                                                   | Portogallo                                                                | 1 – 0                                                                     | Slovacchia                                                                | Qual. Euro 2000                                                           | -                                                                         |                                                                           |
| 9-6-1999                                                                  | Coimbra                                                                   | Portogallo                                                                | 8 – 0                                                                     | Liechtenstein                                                             | Qual. Euro 2000                                                           | -                                                                         |                                                                           |
| 18-8-1999                                                                 | Lisbona                                                                   | Portogallo                                                                | 4 – 0                                                                     | Andorra                                                                   | Amichevole                                                                | 1                                                                         |                                                                           |
| 4-9-1999                                                                  | Baku                                                                      | Azerbaigian                                                               | 1 – 1                                                                     | Portogallo                                                                | Qual. Euro 2000                                                           | 1                                                                         |                                                                           |
| 8-9-1999                                                                  | Bucarest                                                                  | Romania                                                                   | 1 – 1                                                                     | Portogallo                                                                | Qual. Euro 2000                                                           | 1                                                                         |                                                                           |
| 9-10-1999                                                                 | Lisbona                                                                   | Portogallo                                                                | 3 – 0                                                                     | Ungheria                                                                  | Qual. Euro 2000                                                           | -                                                                         |                                                                           |
| 23-2-2000                                                                 | Charleroi                                                                 | Belgio                                                                    | 1 – 1                                                                     | Portogallo                                                                | Amichevole                                                                | -                                                                         |                                                                           |
| 29-3-2000                                                                 | Leiria                                                                    | Portogallo                                                                | 2 – 1                                                                     | Danimarca                                                                 | Amichevole                                                                | -                                                                         |                                                                           |
| 26-4-2000                                                                 | Reggio Calabria                                                           | Italia                                                                    | 2 – 0                                                                     | Portogallo                                                                | Amichevole                                                                | -                                                                         |                                                                           |
| 2-6-2000                                                                  | Chaves                                                                    | Portogallo                                                                | 3 – 0                                                                     | Galles                                                                    | Amichevole                                                                | 1                                                                         |                                                                           |
| 12-6-2000                                                                 | Eindhoven                                                                 | Portogallo                                                                | 3 – 2                                                                     | Inghilterra                                                               | Euro 2000 - 1º turno                                                      | 1                                                                         |                                                                           |
| 17-6-2000                                                                 | Arnhem                                                                    | Romania                                                                   | 0 – 1                                                                     | Portogallo                                                                | Euro 2000 - 1º turno                                                      | -                                                                         |                                                                           |
| 24-6-2000                                                                 | Amsterdam                                                                 | Turchia                                                                   | 0 – 2                                                                     | Portogallo                                                                | Euro 2000 - Quarti di finale                                              | -                                                                         |                                                                           |
| 28-6-2000                                                                 | Bruxelles                                                                 | Francia                                                                   | 2 – 1 gg                                                                  | Portogallo                                                                | Euro 2000 - Semifinale                                                    | -                                                                         |                                                                           |
| 16-8-2000                                                                 | Viseu                                                                     | Portogallo                                                                | 5 – 1                                                                     | Lituania                                                                  | Amichevole                                                                | 1                                                                         |                                                                           |
| 3-9-2000                                                                  | Tallinn                                                                   | Estonia                                                                   | 1 – 3                                                                     | Portogallo                                                                | Qual. Mondiali 2002                                                       | 1                                                                         |                                                                           |
| 7-10-2000                                                                 | Lisbona                                                                   | Portogallo                                                                | 1 – 1                                                                     | Irlanda                                                                   | Qual. Mondiali 2002                                                       | -                                                                         |                                                                           |
| 11-10-2000                                                                | Rotterdam                                                                 | Paesi Bassi                                                               | 0 – 2                                                                     | Portogallo                                                                | Qual. Mondiali 2002                                                       | -                                                                         |                                                                           |
| 15-11-2000                                                                | Braga                                                                     | Portogallo                                                                | 2 – 1                                                                     | Israele                                                                   | Amichevole                                                                | 1                                                                         |                                                                           |
| 28-2-2001                                                                 | Funchal                                                                   | Portogallo                                                                | 3 – 0                                                                     | Andorra                                                                   | Qual. Mondiali 2002                                                       | 2                                                                         |                                                                           |
| 28-3-2001                                                                 | Porto                                                                     | Portogallo                                                                | 2 – 2                                                                     | Paesi Bassi                                                               | Qual. Mondiali 2002                                                       | 1                                                                         |                                                                           |
| 25-4-2001                                                                 | Saint-Denis                                                               | Francia                                                                   | 4 – 0                                                                     | Portogallo                                                                | Amichevole                                                                | -                                                                         |                                                                           |
| 2-6-2001                                                                  | Dublino                                                                   | Irlanda                                                                   | 1 – 1                                                                     | Portogallo                                                                | Qual. Mondiali 2002                                                       | 1                                                                         | cap.                                                                      |
| 15-8-2001                                                                 | Faro                                                                      | Portogallo                                                                | 3 – 0                                                                     | Moldavia                                                                  | Amichevole                                                                | 3                                                                         |                                                                           |
| 1-9-2001                                                                  | Lleida                                                                    | Andorra                                                                   | 1 – 7                                                                     | Portogallo                                                                | Qual. Mondiali 2002                                                       | -                                                                         | cap.                                                                      |
| 5-9-2001                                                                  | Larnaca                                                                   | Cipro                                                                     | 1 – 3                                                                     | Portogallo                                                                | Qual. Mondiali 2002                                                       | -                                                                         | cap.                                                                      |
| 6-10-2001                                                                 | Lisbona                                                                   | Portogallo                                                                | 5 – 0                                                                     | Estonia                                                                   | Qual. Mondiali 2002                                                       | 1                                                                         |                                                                           |
| 14-11-2001                                                                | Lisbona                                                                   | Portogallo                                                                | 5 – 1                                                                     | Angola                                                                    | Amichevole                                                                | 1                                                                         |                                                                           |
| 13-2-2002                                                                 | Barcellona                                                                | Spagna                                                                    | 1 – 1                                                                     | Portogallo                                                                | Amichevole                                                                | -                                                                         |                                                                           |
| 17-4-2002                                                                 | Lisbona                                                                   | Portogallo                                                                | 1 – 1                                                                     | Brasile                                                                   | Amichevole                                                                | -                                                                         |                                                                           |
| 25-5-2002                                                                 | Macao                                                                     | Cina                                                                      | 0 – 2                                                                     | Portogallo                                                                | Amichevole                                                                | -                                                                         |                                                                           |
| 5-6-2002                                                                  | Suwon                                                                     | Stati Uniti                                                               | 3 – 2                                                                     | Portogallo                                                                | Mondiali 2002 - 1º turno                                                  | -                                                                         |                                                                           |
| 10-6-2002                                                                 | Jeonju                                                                    | Portogallo                                                                | 4 – 0                                                                     | Polonia                                                                   | Mondiali 2002 - 1º turno                                                  | -                                                                         |                                                                           |
| 14-6-2002                                                                 | Incheon                                                                   | Portogallo                                                                | 0 – 1                                                                     | Corea del Sud                                                             | Mondiali 2002 - 1º turno                                                  | -                                                                         |                                                                           |
| 7-9-2002                                                                  | Birmingham                                                                | Inghilterra                                                               | 1 – 1                                                                     | Portogallo                                                                | Amichevole                                                                | -                                                                         |                                                                           |
| 12-10-2002                                                                | Lisbona                                                                   | Portogallo                                                                | 1 – 1                                                                     | Tunisia                                                                   | Amichevole                                                                | -                                                                         |                                                                           |
| 16-10-2002                                                                | Göteborg                                                                  | Svezia                                                                    | 2 – 3                                                                     | Portogallo                                                                | Amichevole                                                                | -                                                                         |                                                                           |
| 20-11-2002                                                                | Braga                                                                     | Portogallo                                                                | 2 – 0                                                                     | Scozia                                                                    | Amichevole                                                                | -                                                                         |                                                                           |
| 12-2-2003                                                                 | Genova                                                                    | Italia                                                                    | 1 – 0                                                                     | Portogallo                                                                | Amichevole                                                                | -                                                                         |                                                                           |
| 2-4-2003                                                                  | Losanna                                                                   | Portogallo                                                                | 1 – 0                                                                     | Macedonia                                                                 | Amichevole                                                                | 1                                                                         |                                                                           |
| 30-4-2003                                                                 | Eindhoven                                                                 | Paesi Bassi                                                               | 1 – 1                                                                     | Portogallo                                                                | Amichevole                                                                | -                                                                         |                                                                           |
| 6-6-2003                                                                  | Braga                                                                     | Portogallo                                                                | 0 – 0                                                                     | Paraguay                                                                  | Amichevole                                                                | -                                                                         |                                                                           |
| 20-8-2003                                                                 | Chaves                                                                    | Portogallo                                                                | 1 – 0                                                                     | Kazakistan                                                                | Amichevole                                                                | -                                                                         |                                                                           |
| 6-9-2003                                                                  | Guimarães                                                                 | Portogallo                                                                | 0 – 3                                                                     | Spagna                                                                    | Amichevole                                                                | -                                                                         |                                                                           |
| 10-9-2003                                                                 | Oslo                                                                      | Norvegia                                                                  | 0 – 1                                                                     | Portogallo                                                                | Amichevole                                                                | -                                                                         |                                                                           |
| 11-10-2003                                                                | Lisbona                                                                   | Portogallo                                                                | 5 – 3                                                                     | Albania                                                                   | Amichevole                                                                | 1                                                                         |                                                                           |
| 15-11-2003                                                                | Aveiro                                                                    | Portogallo                                                                | 1 – 1                                                                     | Grecia                                                                    | Amichevole                                                                | -                                                                         |                                                                           |
| 19-11-2003                                                                | Leiria                                                                    | Portogallo                                                                | 8 – 0                                                                     | Kuwait                                                                    | Amichevole                                                                | 1                                                                         |                                                                           |
| 18-2-2004                                                                 | Faro                                                                      | Portogallo                                                                | 1 – 1                                                                     | Inghilterra                                                               | Amichevole                                                                | -                                                                         | cap.                                                                      |
| 31-3-2004                                                                 | Braga                                                                     | Portogallo                                                                | 1 – 2                                                                     | Italia                                                                    | Amichevole                                                                | -                                                                         |                                                                           |
| 28-4-2004                                                                 | Coimbra                                                                   | Portogallo                                                                | 2 – 2                                                                     | Svezia                                                                    | Amichevole                                                                | -                                                                         |                                                                           |
| 29-5-2004                                                                 | Águeda                                                                    | Portogallo                                                                | 3 – 0                                                                     | Lussemburgo                                                               | Amichevole                                                                | 1                                                                         |                                                                           |
| 5-6-2004                                                                  | Setúbal                                                                   | Portogallo                                                                | 4 – 1                                                                     | Lituania                                                                  | Amichevole                                                                | -                                                                         |                                                                           |
| 12-6-2004                                                                 | Porto                                                                     | Portogallo                                                                | 1 – 2                                                                     | Grecia                                                                    | Euro 2004 - 1º turno                                                      | -                                                                         |                                                                           |
| 16-6-2004                                                                 | Lisbona                                                                   | Russia                                                                    | 0 – 2                                                                     | Portogallo                                                                | Euro 2004 - 1º turno                                                      | -                                                                         | cap.                                                                      |
| 20-6-2004                                                                 | Lisbona                                                                   | Spagna                                                                    | 0 – 1                                                                     | Portogallo                                                                | Euro 2004 - 1º turno                                                      | -                                                                         | cap.                                                                      |
| 24-6-2004                                                                 | Lisbona                                                                   | Portogallo                                                                | 2 – 2 dts (6 – 5 dtr)                                                     | Inghilterra                                                               | Euro 2004 - Quarti di finale                                              | -                                                                         | cap.                                                                      |
| 30-6-2004                                                                 | Lisbona                                                                   | Portogallo                                                                | 2 – 1                                                                     | Paesi Bassi                                                               | Euro 2004 - Semifinale                                                    | -                                                                         | cap.                                                                      |
| 4-7-2004                                                                  | Lisbona                                                                   | Portogallo                                                                | 0 – 1                                                                     | Grecia                                                                    | Euro 2004 - Finale                                                        | -                                                                         | cap.                                                                      |
| 4-6-2005                                                                  | Lisbona                                                                   | Portogallo                                                                | 2 – 0                                                                     | Slovacchia                                                                | Qual. Mondiali 2006                                                       | -                                                                         | cap.                                                                      |
| 8-6-2005                                                                  | Tallinn                                                                   | Estonia                                                                   | 0 – 1                                                                     | Portogallo                                                                | Qual. Mondiali 2006                                                       | -                                                                         | cap.                                                                      |
| 17-8-2005                                                                 | Ponta Delgada                                                             | Portogallo                                                                | 2 – 0                                                                     | Egitto                                                                    | Amichevole                                                                | -                                                                         |                                                                           |
| 3-9-2005                                                                  | Faro                                                                      | Portogallo                                                                | 6 – 0                                                                     | Lussemburgo                                                               | Qual. Mondiali 2006                                                       | -                                                                         | cap.                                                                      |
| 7-9-2005                                                                  | Mosca                                                                     | Russia                                                                    | 0 – 0                                                                     | Portogallo                                                                | Qual. Mondiali 2006                                                       | -                                                                         | cap.                                                                      |
| 8-10-2005                                                                 | Aveiro                                                                    | Portogallo                                                                | 2 – 1                                                                     | Liechtenstein                                                             | Qual. Mondiali 2006                                                       | -                                                                         | cap.                                                                      |
| 12-10-2005                                                                | Porto                                                                     | Portogallo                                                                | 3 – 0                                                                     | Lettonia                                                                  | Qual. Mondiali 2006                                                       | -                                                                         | cap.                                                                      |
| 1-3-2006                                                                  | Düsseldorf                                                                | Portogallo                                                                | 3 – 0                                                                     | Arabia Saudita                                                            | Amichevole                                                                | -                                                                         |                                                                           |
| 27-5-2006                                                                 | Évora                                                                     | Portogallo                                                                | 4 – 1                                                                     | Capo Verde                                                                | Amichevole                                                                | -                                                                         | cap.                                                                      |
| 3-6-2006                                                                  | Metz                                                                      | Portogallo                                                                | 3 – 0                                                                     | Lussemburgo                                                               | Amichevole                                                                | 1                                                                         | cap.                                                                      |
| 11-6-2006                                                                 | Colonia                                                                   | Angola                                                                    | 0 – 1                                                                     | Portogallo                                                                | Mondiali 2006 - 1º turno                                                  | -                                                                         | cap.                                                                      |
| 17-6-2006                                                                 | Francoforte                                                               | Portogallo                                                                | 2 – 0                                                                     | Iran                                                                      | Mondiali 2006 - 1º turno                                                  | -                                                                         | cap.                                                                      |
| 21-6-2006                                                                 | Gelsenkirchen                                                             | Portogallo                                                                | 2 – 1                                                                     | Messico                                                                   | Mondiali 2006 - 1º turno                                                  | -                                                                         | cap.                                                                      |
| 25-6-2006                                                                 | Norimberga                                                                | Portogallo                                                                | 1 – 0                                                                     | Paesi Bassi                                                               | Mondiali 2006 - Ottavi di finale                                          | -                                                                         | cap.                                                                      |
| 1-7-2006                                                                  | Gelsenkirchen                                                             | Inghilterra                                                               | 0 – 0 dts (1 – 3 dtr)                                                     | Portogallo                                                                | Mondiali 2006 - Quarti di finale                                          | -                                                                         | cap.                                                                      |
| 5-7-2006                                                                  | Monaco di Baviera                                                         | Portogallo                                                                | 0 – 1                                                                     | Francia                                                                   | Mondiali 2006 - Semifinale                                                | -                                                                         | cap.                                                                      |
| 8-7-2006                                                                  | Stoccarda                                                                 | Germania                                                                  | 3 – 1                                                                     | Portogallo                                                                | Mondiali 2006 - Finale 3º posto                                           | -                                                                         |                                                                           |
| Totale                                                                    |                                                                           | Presenze (4º posto)                                                       | 127                                                                       |                                                                           | Reti (4º posto)                                                           | 32                                                                        |                                                                           |

| Cronologia completa delle presenze e delle reti in nazionale ― Portogallo under 20 | Cronologia completa delle presenze e delle reti in nazionale ― Portogallo under 20 | Cronologia completa delle presenze e delle reti in nazionale ― Portogallo under 20 | Cronologia completa delle presenze e delle reti in nazionale ― Portogallo under 20 | Cronologia completa delle presenze e delle reti in nazionale ― Portogallo under 20 | Cronologia completa delle presenze e delle reti in nazionale ― Portogallo under 20 | Cronologia completa delle presenze e delle reti in nazionale ― Portogallo under 20 | Cronologia completa delle presenze e delle reti in nazionale ― Portogallo under 20 |
| Data                                                                               | Città                                                                              | In casa                                                                            | Risultato                                                                          | Ospiti                                                                             | Competizione                                                                       | Reti                                                                               | Note                                                                               |
| ---------------------------------------------------------------------------------- | ---------------------------------------------------------------------------------- | ---------------------------------------------------------------------------------- | ---------------------------------------------------------------------------------- | ---------------------------------------------------------------------------------- | ---------------------------------------------------------------------------------- | ---------------------------------------------------------------------------------- | ---------------------------------------------------------------------------------- |
| 14-6-1991                                                                          | Porto                                                                              | Portogallo under 20                                                                | 2 – 0                                                                              | Irlanda under 20                                                                   | Mondiali Under-20 1991 - 1º turno                                                  | -                                                                                  |                                                                                    |
| 17-6-1991                                                                          | Lisbona                                                                            | Portogallo under 20                                                                | 3 – 0                                                                              | Argentina under 20                                                                 | Mondiali Under-20 1991 - 1º turno                                                  | -                                                                                  |                                                                                    |
| 20-6-1991                                                                          | Lisbona                                                                            | Portogallo under 20                                                                | 1 – 0                                                                              | Corea unificata under 20                                                           | Mondiali Under-20 1991 - 1º turno                                                  | -                                                                                  | 46’                                                                                |
| 22-6-1991                                                                          | Lisbona                                                                            | Portogallo under 20                                                                | 2 – 1 dts                                                                          | Messico under 20                                                                   | Mondiali Under-20 1991 - Quarti di finale                                          | -                                                                                  |                                                                                    |
| 26-6-1991                                                                          | Lisbona                                                                            | Portogallo under 20                                                                | 1 – 0                                                                              | Australia under 20                                                                 | Mondiali Under-20 1991 - Semifinale                                                | -                                                                                  |                                                                                    |
| 30-6-1991                                                                          | Lisbona                                                                            | Portogallo under 20                                                                | 0 – 0 dts (4 - 2 dtr)                                                              | Brasile under 20                                                                   | Mondiali Under-20 1991 - Finale                                                    | -                                                                                  |                                                                                    |
| Totale                                                                             |                                                                                    | Presenze                                                                           | 6                                                                                  |                                                                                    | Reti                                                                               | 0                                                                                  |                                                                                    |

## Palmarès

### Club

#### Competizioni nazionali
- Coppa del Portogallo: 1

Sporting CP: 1994-1995
- Supercoppa di Spagna: 3

Barcellona: 1996
Real Madrid: 2001, 2003
- Coppa di Spagna: 2

Barcellona: 1996-1997, 1997-1998
- Campionato spagnolo: 4

Barcellona: 1997-1998, 1998-1999
Real Madrid: 2000-2001, 2002-2003
- Supercoppa italiana: 3

Inter: 2005, 2006, 2008
- Coppa Italia: 1

Inter: 2005-2006
- Campionato italiano: 4

Inter: 2005-2006, 2006-2007, 2007-2008, 2008-2009

#### Competizioni internazionali
- Coppa delle Coppe: 1

Barcellona: 1996-1997
- Supercoppa UEFA: 2

Barcellona: 1997
Real Madrid: 2002
- UEFA Champions League: 1

Real Madrid: 2001-2002
- Coppa Intercontinentale: 1

Real Madrid: 2002

### Nazionale
- Campionato d'Europa Under-16: 1

1989
- Campionato mondiale Under-20: 1

Portogallo 1991

### Individuale
- Bola de Ouro: 1

1994
- Miglior giocatore dell'Europeo Under-21: 1

1994
- Capocannoniere della Coppa di Portogallo: 1

1994-1995 (4 gol)
- Calciatore portoghese dell'anno: 6

1995, 1996, 1997, 1998, 1999, 2000
- Squadra dell'anno ESM: 2

1997-1998, 1999-2000
- Pallone d'oro: 1

2000
- FIFA World Player: 1

2001
- Onze d'argent

2000
- Miglior giocatore della Supercoppa UEFA: 1

1997
- Calciatore dell'anno World Soccer: 1

2000
- Squadra del torneo del campionato europeo: 2

Belgio-Paesi Bassi 2000, Portogallo 2004
- Squadra dell'anno UEFA: 1

2003
- Miglior giocatore straniero della Primera División (Premio Don Balón): 3

1999, 2000, 2001
- UEFA Golden Jubilee Poll (2004)
- Inserito nel FIFA 100 (2004)
- All-Star Team del Mondiale: 1

2006
- Team of the Decade del Sun: 1

2009
- Team of the Decade di ESPN: 1

2009
- Team of the Decade di Goal.com: 1

2009
- Team of the Decade dell'UEFA

2009
- Inserito nelle "Leggende del calcio" del Golden Foot (2011)
- Candidato al Dream Team del Pallone d'oro (2020)